# 레드 러핑

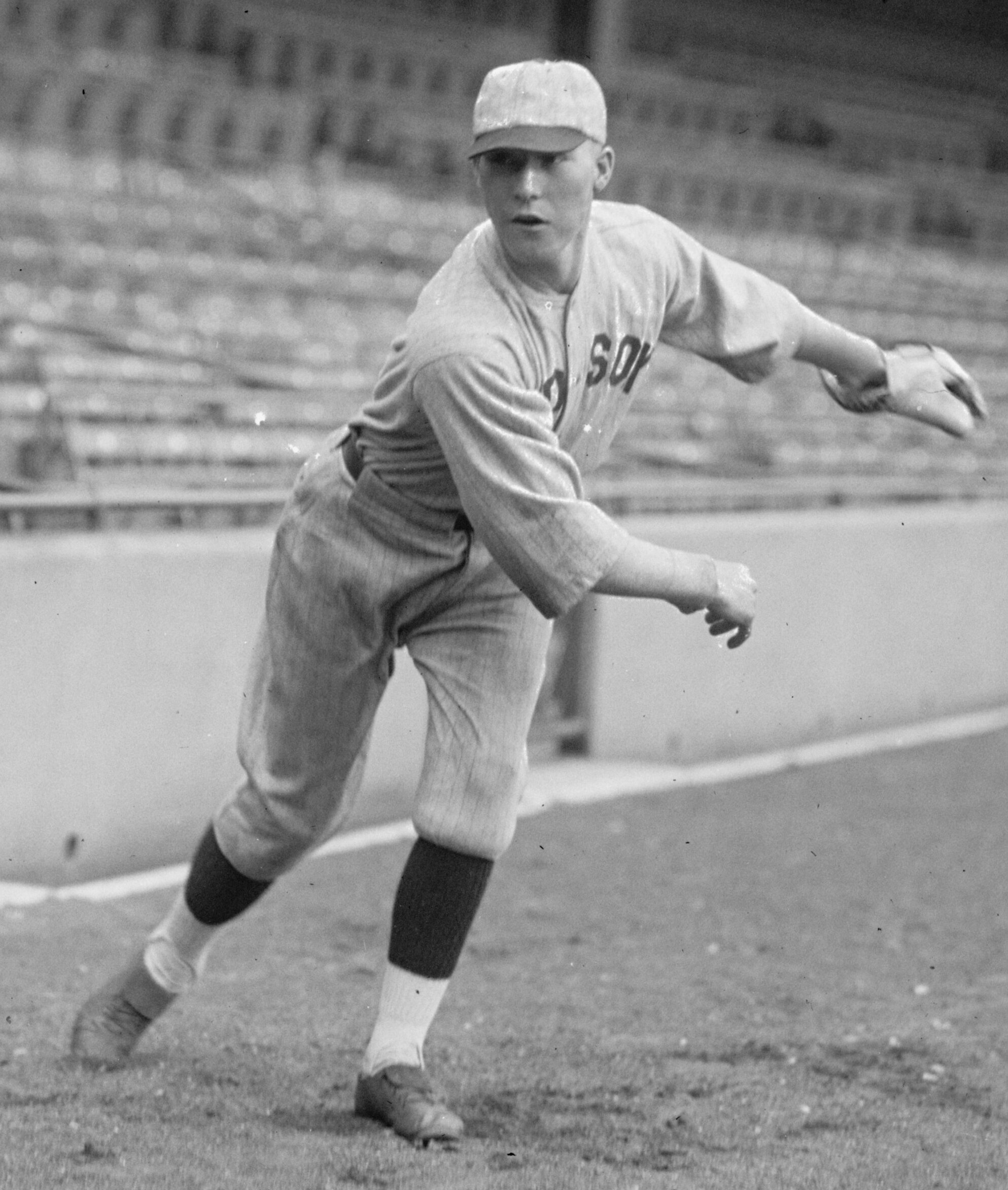
1924년 모습

레드 러핑(Red Ruffing, 본명: 찰스 허버트 "레드" 러핑, Charles Herbert "Red" Ruffing, 1905년 5월 3일 ~ 1986년 2월 17일)은 미국의 프로 야구 선수였다. 투수였던 그는 1924년부터 1947년까지 메이저 리그 베이스볼(MLB)에서 활약했다. 그는 보스턴 레드삭스, 뉴욕 양키스, 시카고 화이트삭스에서 활약했다. 러핑은 1930년대와 1940년대에 매우 성공적인 양키스 팀에서 활약한 시간으로 가장 잘 기억된다.
러핑은 어렸을 때 고향인 일리노이주의 탄광에서 일하기 위해 학교를 중퇴했다. 그는 광산 회사 야구 팀에서 외야수와 1 루수로 뛰었다. 광산 사고로 왼발 발가락 4개를 잃은 뒤 필드에서 뛰지 못하게 되자 투수로 전향했다. 그는 레드삭스와 함께 MLB 데뷔를 하기 전에 1923년과 1924년에 마이너 리그 야구에서 활약했다. 보스턴과의 싸움에서 39-96의 승패 기록을 세운 레드삭스는 러핑을 양키스로 트레이드하여 성공했고, 1946년까지 양키스의 에이스로 투구했다. 화이트삭스와 한 시즌을 보낸 후, 러핑은 은퇴했다. 그는 뉴욕 메츠의 투수 코치, 화이트삭스의 불펜 코치를 역임했다.
러핑은 양키스와 함께 6개의 월드 시리즈 챔피언십 팀의 멤버였다. 그는 또한 6번의 MLB 올스타 게임에도 출전했다. 그는 1967년에 야구 명예의 전당에 헌액되었다. 양키스는 2004년에 모뉴먼트 파크에서 러핑에게 명패를 헌정했다.